# King Ranch Colony
King Ranch Colony es un lugar designado por el censo ubicado en el condado de Fergus en el estado estadounidense de Montana. En el Censo de 2020 tenía una población de 57 habitantes y una densidad poblacional de 19,86 habitantes por km². Fue incluido como CDP en el censo de 2020. 

## Geografía
King Ranch Colony se encuentra ubicado en las coordenadas 47°03′34″N 109°37′47″O / 47.05944, -109.62972.Según la Oficina del Censo de los Estados Unidos, tiene una superficie total de 2,87 km², todos correspondientes a tierra firme.